# Kurhaus Heiligendamm

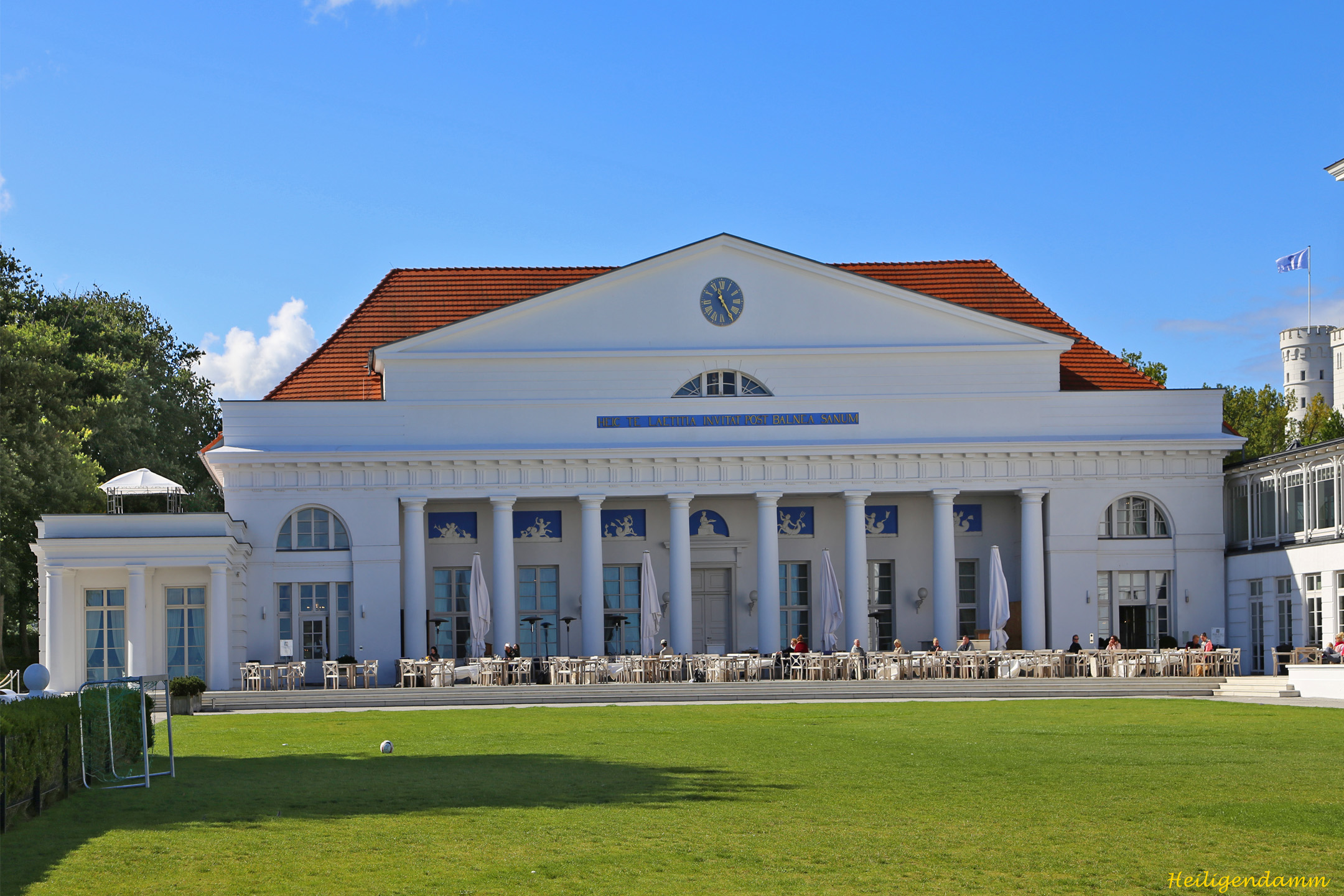
Kurhaus Heiligendamm

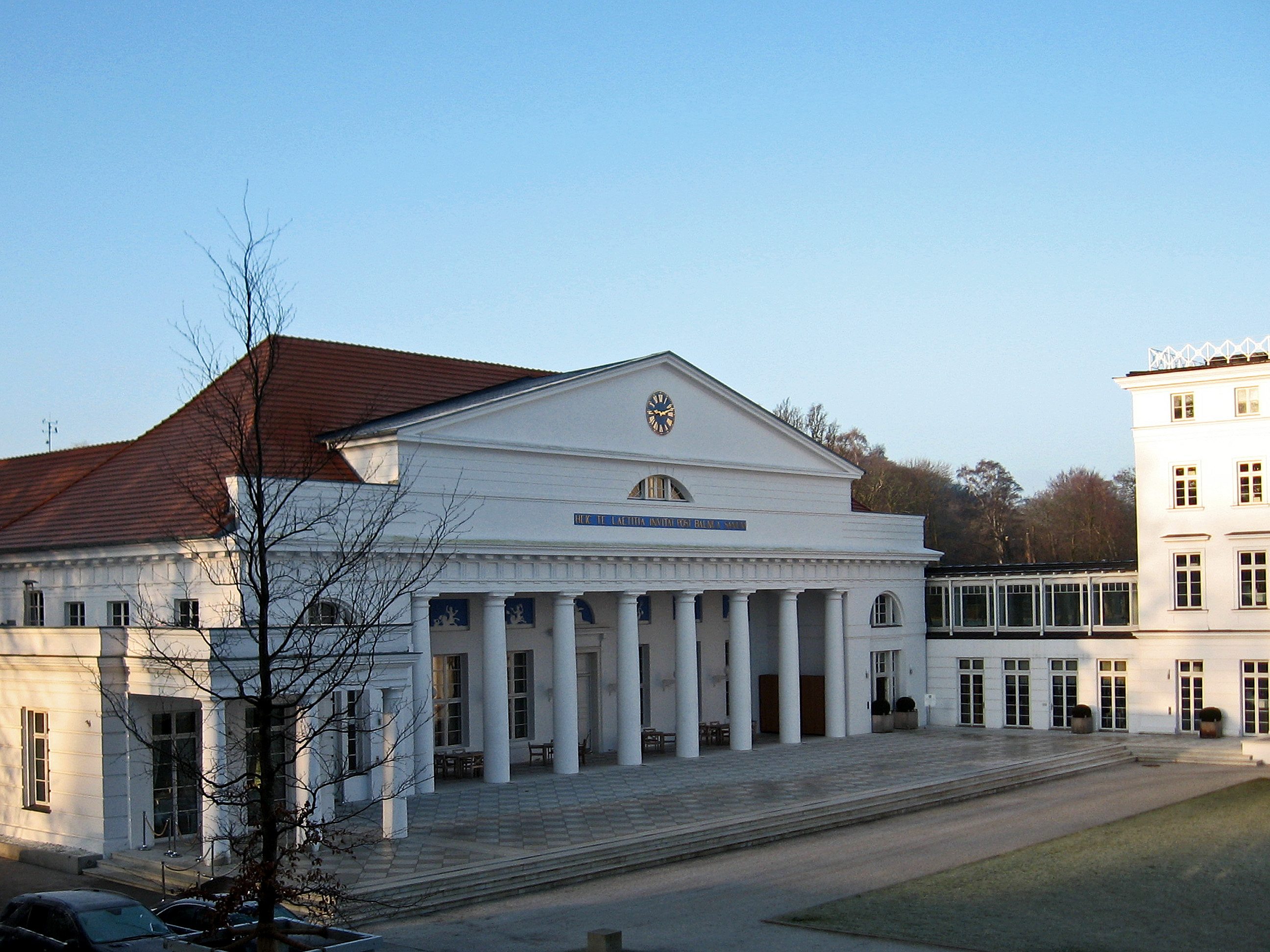
Schrägansicht

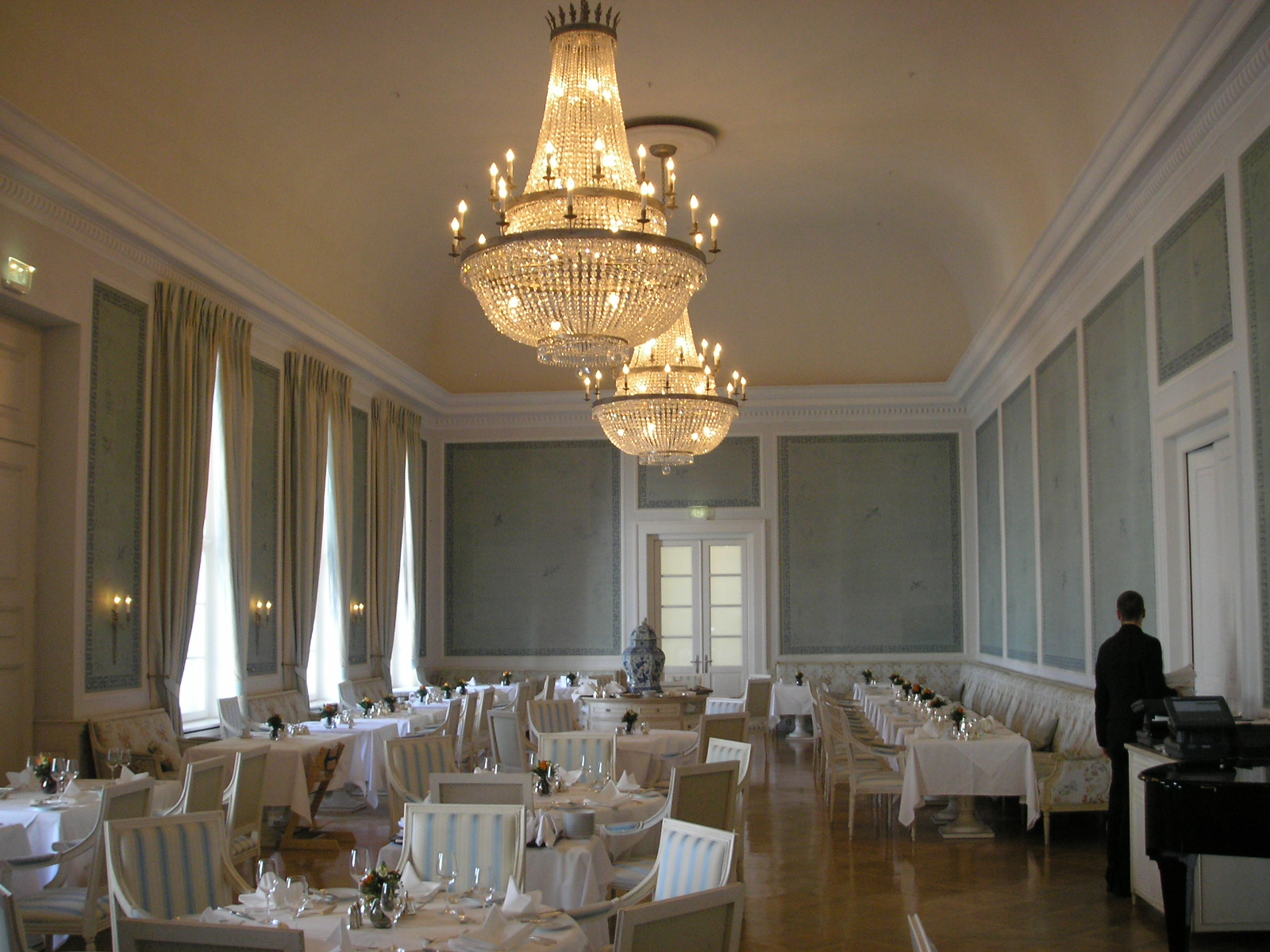
Innenraum

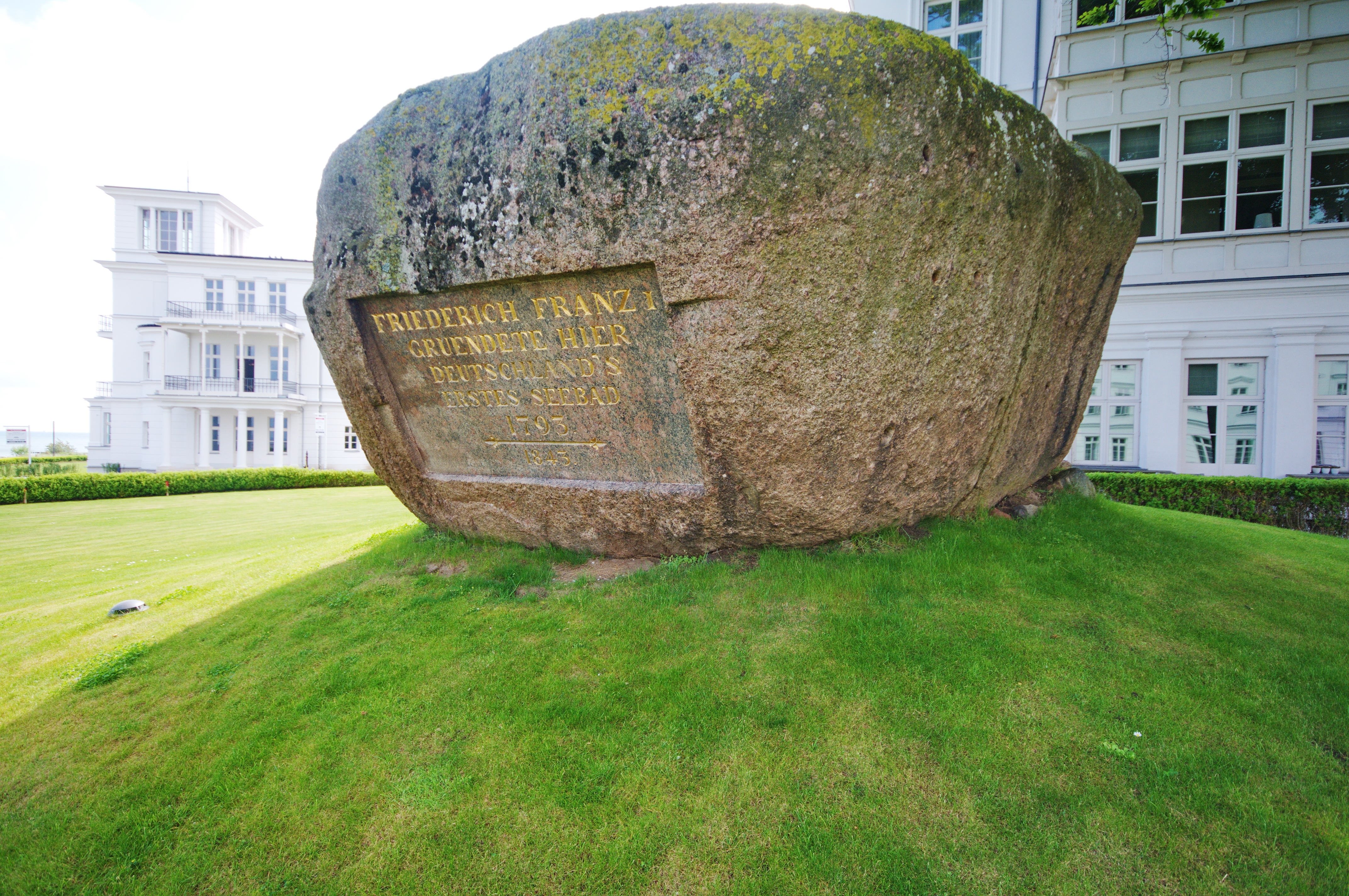
Gedenkstein

Das Kurhaus Heiligendamm ist ein klassizistisches Bauwerk im Ortsteil Heiligendamm von Bad Doberan im Landkreis Rostock in Mecklenburg-Vorpommern, das als Restaurant des Grand Hotel Heiligendamm genutzt wird.

## Geschichte
Das Kurhaus ist ein gestreckter verputzter Saalbau mit Walmdach auf dem Grundstück Prof.-Vogel-Straße 5b, der in den Jahren 1814–1816 nach einem Auftrag von Friedrich Franz I. durch Carl Theodor Severin erbaut wurde. Er gehört zu den wichtigsten Bauwerken des norddeutschen Klassizismus unter dem Einfluss der Schinkelschule und darf als das Gründungsbauwerk der Bäderarchitektur bezeichnet werden. Bereits 1856 wurde das Bauwerk auf der Westseite durch einen neuen Saal und eine Flucht von vier Gesellschaftsräumen erweitert, auf der östlichen Seite ein kleiner Säulenbau mit Flachdecke angebaut.

## Architektur
Das harmonisch proportionierte Bauwerk ist durch die der Ostsee zugewandte, geräumige Säulenvorhalle in toskanischer Ordnung mit einem darüber angeordneten Dreiecksgiebel geprägt, die seitlich von je einer Achse mit großem dreiteiligem Fenster und darüberliegendem Halbkreisfenster flankiert wird. Das Gebälk besteht aus einem Architrav, einem Metopen- und Triglyphenfries, darüber ist eine Attika angeordnet, die in der Mitte den Sinnspruch trägt: HEIC TE LAETITIA INVITAT POST BALNEA SANUM („Hier erwartet Dich Freude, entsteigst Du gesundet dem Bade“). Darüber ist eine zweite Attika mit Lünettenfenster in der Mitte angeordnet, zuoberst folgt das dreieckige Giebelfeld mit einer erneuerten Uhr in der Mitte, deren originales Werk im Turmuhrenmuseum in Seehausen besichtigt werden kann. Die Proportionierung wie auch Details wie das Lünettenfenster werden auf Andrea Palladio und den englischen Palladianismus zurückgeführt.
Über den Fenstern in der Vorhalle sind weiße Reliefs mit Tritonen und Nereiden auf blauem Grund nach der Art von Wedgwood-Keramiken angebracht, in der Mitte über dem Eingang Hygieia, die Göttin der Heilkunst. Auf der Rückseite waren ehemals Wohn- und Wirtschaftsgebäude um einen Binnenhof mit Arkadengängen gruppiert, die bei einem Umbau 1856 durch Neubauten ersetzt wurden, wobei auch das Haupthaus verändert wurde. In einem Obergeschossraum sind vier Wandpanneaux einer gedruckten französischen Bildtapete mit Darstellungen Schweizer Gebirgspanoramen aus der Zeit um 1840 zu sehen, die aus der Villa Medini in Bad Doberan stammen. Die übrige innere Ausstattung der Räume ist nicht erhalten.

## Umgebung
In unmittelbarer Nachbarschaft steht der Gedenkstein zum fünfzigjährigen Gründungsjubiläum des Seebads im Jahr 1843, ein monumentaler Granitfindling von 220 t Masse mit Inschrift „Friedrich Franz gruendete hier Deutschlands erstes Seebad 1793–1843“, der vom 10 km entfernten Fundort bei Elmenhorst hierher transportiert wurde, für diese Zeit eine beachtliche technische Leistung.